# Гипотеза Бляшке
Гипотеза Бляшке — теорема в римановой геометрии; изначально сформулирована Вильгельмом Бляшке и доказанная позднее Марселем Берже, Джерри Кажданом, Аланом Вайнштейном в чётных размерностях и Чжунь-Дао Янгом в нечётных размерностях.

## Формулировка
Предположим, {\displaystyle M} есть односвязное полное риманово многообразие такое, что для каждой точки {\displaystyle p\in M} существует точка {\displaystyle p'} такая, что любая геодезическая, проходящая через {\displaystyle p}, также проходит через {\displaystyle p'}. Тогда {\displaystyle M} изометрично сфере.

### Замечания
- Поверхность, удовлетворяющая условию теоремы называется поверхностью Бляшке.

## Вариации и обобщения
- Гипотеза допускает следующую эквивалентную формулировку:
Полное риманово многообразие изометрично сфере, если множество раздела любой его точки состоит из единственной точки.